# ویلیوالا (شهرستان هیو)
ویلیوالا (به لاتین: Vilivalla) یک منطقهٔ مسکونی در استونی است که در دهستان پوهالپا واقع شده‌است.